# Le Thoronet
Le Thoronet (okzitanisch Lo Toronet) ist eine französische Gemeinde mit 2636 Einwohnern (Stand 1. Januar 2022) im Département Var in der Region Provence-Alpes-Côte d’Azur. Sie gehört zum Kanton Le Luc im Arrondissement Brignoles.

## Sehenswürdigkeiten
Wenige Kilometer westlich des Ortes liegt die Abtei Le Thoronet, ein berühmtes Zisterzienserkloster.
Unweit davon befindet sich das Kartäuserinnenkloster Le Thoronet.